# Domenico Schiattarella
Domenico Schiattarella (ismert még: Mimmo; Milánó, 1967. november 17.) olasz autóversenyző.

## Pályafutása
1994-ben és 1995-ben összesen hat futamon vett részt a Formula–1-es világbajnokságon. Domenico kivétel nélkül, minden verseny a Simtek alakulatában szerepelt. Pontot egy alkalommal sem szerzett, legjobb eredményét az 1995-ös Argentin nagydíjon érte el, amikor is a kilencedik helyen ért célba.
1994 és 1998 között több futamon rajthoz állt az amerikai CART-sorozatban is. Pontot érő helyen egyszer sem zárt a szériában.
Később leginkább hosszútávú viadalokon szerepelt. 1999-ben hatodik lett a Le Mans-i 24 órás futamon, továbbá jelentős sikereket ért el az amerikai Le Mans-széria versenyein.

## Eredményei

### Teljes Formula–1-es eredménylistája
(Táblázat értelmezése)

(Félkövér: pole-pozícióból indult; dőlt: leggyorsabb kört futott) 

| Év   | Csapat          | Modell      | Motor   | 1      | 2     | 3      | 4      | 5      | 6   | 7   | 8   | 9   | 10  | 11  | 12  | 13  | 14     | 15  | 16     | 17  | Helyezés | Pont |
| ---- | --------------- | ----------- | ------- | ------ | ----- | ------ | ------ | ------ | --- | --- | --- | --- | --- | --- | --- | --- | ------ | --- | ------ | --- | -------- | ---- |
| 1994 | MTV Simtek Ford | Simtek S941 | Ford V8 | BRA    | PAC   | SMR    | MON    | ESP    | CAN | FRA | GBR | GER | HUN | BEL | ITA | POR | EUR 19 | JPN | AUS Ki |     | -        | 0    |
| 1995 | MTV Simtek Ford | Simtek S951 | Ford V8 | BRA Ki | ARG 9 | SMR Ki | ESP 15 | MON Ni | CAN | FRA | GBR | GER | HUN | BEL | ITA | POR | EUR    | PAC | JPN    | AUS | -        | 0    |

### Le Mans-i 24 órás autóverseny
| Év   | Csapat              | Autó        | Csapattárs         | Csapattárs        | Helyezés |
| ---- | ------------------- | ----------- | ------------------ | ----------------- | -------- |
| 1999 | Courage Compétition | Courage C52 | Alex Caffi         | Andrea Montermini | 6.       |
| 2000 | Team Rafanelli SRL  | Lola B2K/10 | Didier de Radiguès | Emanuele Naspetti | Kiesett  |

## Külső hivatkozások
- Profilja a grandprix.com honlapon (angolul)
- Profilja a statsf1.com honlapon (angolul)
- Profilja a driverdatabase.com honlapon (angolul)